# Melusinenstraße
Die Melusinenstraße ist eine Innerortsstraße im Stadtbezirk Ramersdorf-Perlach (Nr. 16) von München.

## Verlauf
Die Straße beginnt in Verlängerung der vom Innsbrucker Ring kommenden Aschheimer Straße und führt in südwestlicher Richtung zum Karl-Preis-Platz (bis 1946 Melusinenplatz) an der Rosenheimer Straße, an dem sie in die Claudius-Keller-Straße übergeht.

## Öffentlicher Verkehr
Am südlichen Ende der Straße liegt der U-Bahnhof Karl-Preis-Platz der Linie U 2, die auf ganzer Länge unter dieser verläuft. Eine Metrobuslinie durchfährt die Straße.

## Namensgeber
Die Straße ist nach der Meerfee Melusine sowie nach der sagenhaften Ahnfrau des Hauses Lusignan benannt.

## Charakteristik
Die Straße liegt in der ab 1928 erbauten, von Karl Sebastian Preis und der GEWOFAG geschaffenen Großsiedlung Neuramersdorf.

## Denkmalgeschützte Bauwerke
In der Melusinenstraße stehen keine denkmalgeschützten Gebäude.

## Geschützter Brunnen

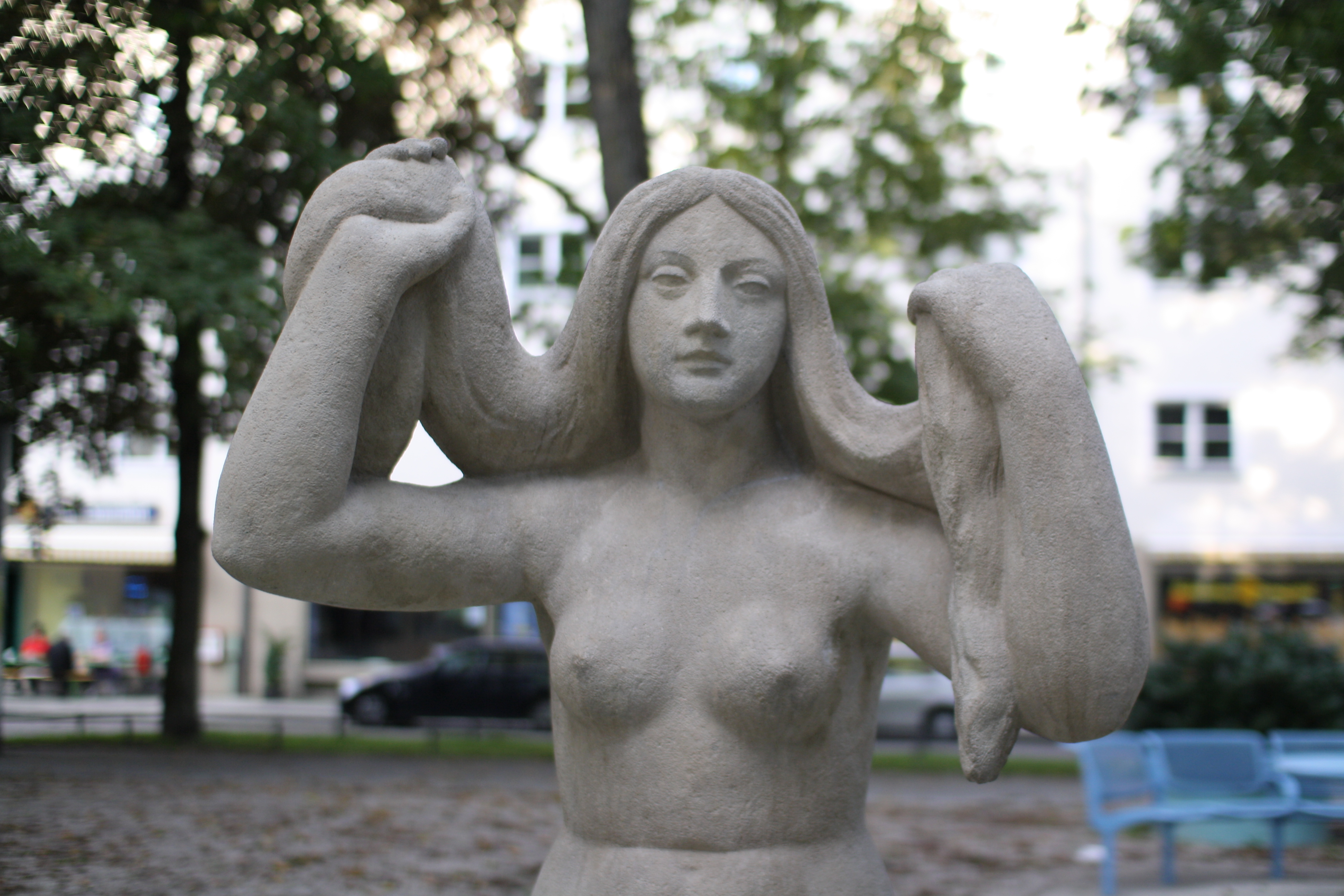
Melusinenbrunnen

- Melusinenbrunnen, Karl-Preis-Platz (Denkmalliste D-1-62-000-3239).